# Robert G. Edwards
Sir Robert Geoffrey Edwards, CBE, FRS, angleški fiziolog in akademik, nobelovec, * 27. september 1925, Batley, Anglija, Združeno kraljestvo, † 10. april 2013, pri Cambridgeu.
V sodelovanju z ginekologom Patrickom Steptoejem je razvil tehnike, ki so omogočile oploditev in vitro pri človeku, kar je po rojstvu prvega »otroka iz epruvete« leta 1978 revolucionariziralo obravnavo neplodnosti in odprlo številna etična vprašanja glede človeškega razmnoževanja. Kljub nekaterim pomislekom je zdaj pristop splošno razširjen in Edwards je zanj prejel številne nagrade, med njimi tudi Nobelovo nagrado za fiziologijo ali medicino leta 2010. Večino kariere je deloval na Univerzi v Cambridgeu in od 1980. let kot vodja zasebne klinike za zdravljenje neplodnosti Bourne Hall.

## Življenjepis
Rodil se je v delavski družini v Yorkshiru, nekaj let kasneje pa so se preselili Manchester, kjer je obiskoval osnovno šolo in gimnazijo. Šolanje je končal leta 1943, ko je že divjala druga svetovna vojna, zato je bil vpoklican in bil dodeljen na usposabljanje za oficirja na Srednjem vzhodu. Po demobilizaciji leta 1948 je vpisal študij agronomije na takratnem Univerzitetnem kolidžu Severnega Wales v Bangorju (zdaj Univerza v Bangorju). Tam je njegovo zanimanje prvič pritegnila embriologija in po prvostopenjskem študiju je vpisal diplomski študij živalske genetike na Univerzi v Edinburgu, kjer je prišel pod okrilje znanega embriologa Conrada Waddingtona, ki ga je uvedel v področje in v osnove etične problematike tovrstnih raziskav. Edwards se je z velikim navdušenjem posvetil embriologiji in po koncu diplomskega študija vpisal še doktorski študij pod mentorstvom Alana Beattyja. Kmalu se je izkazal kot eksperimentator in je v sodelovanju s še eno študentko, Ruth Fowler, med drugim dokazal, da je možno umetno sprožiti dozorevanje mišjih jajčnih celic v laboratoriju. S Fowlerjevo, vnukinjo fizika Ernesta Rutherforda, sta se v tem času poročila in imela kasneje pet otrok.
Po enoletnem raziskovalnem obisku na Kalifornijskem tehnološkem inštitutu ga je Alan Parkes privabil na Nacionalni inštitut za medicinske raziskave v Mill Hillu, kjer je Edwards dobil petletni projekt za raziskave imunoloških tehnik kontracepcije, a je kmalu spet začel delati na dozorevanju jajčec, kar pa mu je direktor inštituta zaradi spornosti prepovedal. Zato je zapustil inštitut in najprej eno leto delal na Univerzi v Glasgowu, kjer se je ukvarjal s celičnimi kulturami matičnih celic, nato pa je sledil Parkesu v Cambridge, kjer je ostal do konca svoje kariere.
Na Univerzi v Cambridgeu je po nekaj letih spoznal ginekologa Patricka Steptoeja, ki je eksperimentiral z laparoskopskimi kirurškimi tehnikami. Edwards je pomislil, da bi na ta način lahko pridobil zrele jajčne celice. Začela sta sodelovati in vzpostavila raziskovalni program v bolnišnici v Oldhamu. Leta 1969 dokazala z odmevnim člankom, da je možno doseči človeško oploditev z aktivacijo jajčnih celic in spermijev izven telesa. Svoja spoznanja in zamisli je Edwards redno sporočal tudi najširši javnosti v obliki poljudnih časopisnih prispevkov, zaradi česar sta bila s Steptoejem deležna burnega odziva strokovne in širše javnosti. Ostro so nastopili tudi verski voditelji. Obtoževali so ju, da se igrata boga in svarili pred možnostjo, da se bodo otroci, spočeti umetno, rodili s strašnimi okvarami. Leta 1971 je britanska vlada zavrnila financiranje projekta, zato sta morala poiskati zasebno financiranje. Vendar so težave le utrdile njuno namero. K njima so prihajali številni pari, ki so trpeli za neplodnostjo, a je bilo več sto poskusov neuspešnih. Po dolgih letih iskanja pogojev za aktivacijo spolnih celic in preživetje zgodnjega zarodka izven telesa pa sta naposled dosegla uspeh: 25. julija 1978 se je rodila Louise Brown, prvi otrok, spočet »v epruveti«.
Ovir s tem ni bilo konec; Steptoe je takrat zaradi upokojitve zapustil univerzo in tudi za Edwardsa tam ni bilo več mesta. Naslednje tri leta sta posvetila zbiranju sredstev za svojo kliniko. V tem času je Edwards napisal učbenik Conception in the Human Female. Leta 1980 sta s pomočjo donacij odkupila bližnji dvorec Bourn Hall, kjer sta sčasoma vzpostavila raziskovalni program in pretvorila kliniko v vodilni center za oploditve in vitro. Edwards se je aktivno posvečal tudi organizaciji področja, ki je bilo čez dobrih deset let zakonsko urejeno na državni ravni. Organiziral je več strokovnih konferenc in bil soustanovitelj Evropskega društva za človeško reprodukcijo in embriologijo ter urednik več znanstvenih revij.
Leta 1989 se je upokojil kot predavatelj, do leta 1991 pa je ostal znanstveni direktor klinike Bourn Hall. Aktiven je ostal vse do starosti 80 let in več, v zadnjih letih življenja pa je trpel za demenco. Umrl je v 88. letu starosti na svojem domu blizu Cambridgea.

## Priznanja
Dosežek je bil predmet burnih polemik še dolga leta po prvih uspehih, sčasoma pa se je pristop uveljavil in Edwards je zanj prejel nekaj najvidnejših nagrad v znanosti, med njimi nagrado Alberta Laskerja za klinične medicinske raziskave leta 2001 in Nobelovo nagrado za fiziologijo ali medicino leta 2010. Patrick Steptoe je umrl že leta 1988 in teh časti ni dočakal. Tudi Edwards je bil ob prejemu Nobelove nagrade že preslabega zdravja, zato jo je v njegovem imenu prevzel en od njegovih nekdanjih študentov. Ob razglasitvi prejemnikov Nobelovih nagrad leta 2010 je znova protestirala Rimskokatoliška cerkev, ki je sporočila, da bo Edwards moralno odgovoren za vse primere zlorabe, ki jih tehnika omogoča.